# مالك بن فهم
مالك بن فهم (120م - 207م): ملك العرب بأرض الحيرة، وكانت إمارته تصادف عهد حكومات الطوائف السابقة للدولة الساسانية، قال الزركلي: «مالك بن فهم بن غنم بن دوس بن عدثان، من الأزد: أول من ملك على العرب بأرض الحيرة. أصله من قحطان، هاجر من اليمن بعد سيل العرم في جماعة من قومه، فنزل بالعراق وابتنى بستانا في موقع الحيرة وامتدت أيدي رجاله بحكم تلك الانحاء فلم يكن عليها سلطان غير سلطانه. وعاش فيها نحو عشرين سنة، قتله سلمة بن مالك غيلة».
وفق المصادر العربية، هاجر من اليمن بعد سيل العرم في جماعة من قومه، فنزل بالعراق وابتنى بستانا في موقع الحيرة وامتدت أيدي رجاله بحكم تلك الانحاء فلم يكن عليها سلطان غير سلطانه. وملك الحيرة نحو اثنتي عشرة سنة (195م - 207م)، وفي ذلك قال المسعودي: «مالك بن فَهْم بن دوْس بن الأزد بن الغَوْث بن نبت بن مالك بن زيد بن كهلان بن سبأ بن يشجب بن يعرب بن قحطان، وكان سار من اليمن مع ولد جَفْنة بن عمرو بن عامر مزَيْقياء، فسار بنو جَفْنة نحو الشام، وانفصل مالك نحو العراق فملك على مضر بن نزار اثنتي عشرة سنة، ثم ملك بعده ابنه جذيمة».وهو بلا شك شخصية تاريخية، لكن من الصعب إثبات الحقائق الدقيقة عن عهده، بخلاف أنه ملك في أوائل القرن الثالث الميلادي. على الرغم من عدم وجود أي سجل اركيولوجي يُشير إلى مالك بن فهم، إلا أن الأدلة الأثرية تدعم وجود أبنه جذيمة الأبرش الذي ذكر في نقش مؤرخ ما بين العام (250م و270) ميلادي، جاء فيه: «هذا شاهد قبر فهر بن سالي قائد جذيمة ملك تنوخ» (نقش أم الجمال الأول). كما عثر على نقش لحفيد ابنته امرؤ القيس بن عمرو مؤرخ سنة 328م (نقش النمارة).
كان مالك بن فهم أول من ملك من اتحاد تنوخ، قال لويس شيخو: «لما حدث سيل العرم تمزقت عرب اليمن من مدينة مأرب إلى العراق والشام. فكانت تنوخ وقضاعة وهما حيان من أحياء الأزد من بني كهلان ممن تمزق إلى العراق. فقال ملك بن فهم الأزدي لمالك بن القضاعي: نقيم بالبحرين ونتحالف على من نوانا فتحالفوا. فسموا تنوخ وذلك في أيام ملوك الطوائف فنظروا إلى العراق وعليها طائفة من ملوكها وهي شاغر فخرجوا عن البحرين وسارت الأزد إلى العراق مع ملك بن فهم الأزدي وسارت قضاعة إلى الشام مع مالك القضاعي. وأول من تملك على تنوخ في العراق ملك بن فهم (195 للمسيح) وكان منزلة بالأنبار فبقي بها إلى أن رماه سليمة بن مالك رمية بالليل وهو لا يعرفه».ثم ملك بعده ابنه جذيمة الأبرش إلى أن ظهر أردشير بن بابك وتغلب عَلَى سائر ملوك الطوائف ودان له الناس وضبط الملك واسترجع العراق من العرب، وأقر جذيمة الأبرش عَلَى ما هو عليه من تملكه الحيرة، وكان ملك جذيمة الأبرش عَلَى الحيرة وما ولاها بعد مالك بن فهم، وجذيمة الأبرش عاش وعمرا طويلا وحكم ستين عاما، وكان أعز من سبقه من ملوك هذه الدولة، ثم صار الملك من بعد جذيمة إلى ابن أخته عمرو بن عدي ثم امرؤ القيس بن عمرو صاحب نقش النمارة.

## النسب
- مالك بن فهم بن غنم بن دوس بن عدثان بن عبد الله بن زهران بن كعب بن الحارث بن كعب بن عبد الله بن مالك بن نصر بن الأزد.[12]

وقد خلط بعض المؤرخين بينه وبين مالك بن فهم بن تيم الله بن أسد من قضاعة، وفي ذلك قال ابن حزم: «مالك بن زهير بن عمرو بن فهم بن تيم الله بن أسد بن وبرة، وعليه تنخت تنوخ وعلى عم أبيه مالك بن فهم»، وقال جواد علي:«أخذ الطبري ما ذكره عن تنوخ من روايات ترجع إلى ابن الكلبي وإلى ابن إسحاق، وتختلف روايات ابن إسحاق التي أخذها الطبري عن شيخه ابن حميد عن سلمة عن ابن إسحاق بعض الاختلاف عن روايات ابن الكلبي. ولدينا رواية تذكر أن "بني زهير بن عمرو بن فهم"، ومنهم "مالك ابن فهم" الذي تنخت عليه تنوخ. هو ومالك بن فهم بن غنم الأزدي، تنخوا بعين هجر، وتحالفوا هناك، فاجتمعت إليهم قبائل من العرب، فنزلوا الحيرة، فوثب سليمه بن مالك بن فهم على أبيه، فرماه فقتله».
كما فرق حمزة الأصفهاني بين مال بن فهم القضاعي والأزدي بقوله: «لما حدث سيل العرم تمزقت عرب اليمن من مدينة مأرب إلى العراق والشام، فكانت تنوخ وهم حي من أحياء الأزد  ممن تمزق إلى العراق، وذلك أنه أنفق مجيء مالك بن فهم بن غنم بن دوس بن عدنان الأزدي من بني نصر بن الأزد، ومجيء مالك بن فهم من تیم الله أسد بن وبرة بن قضاعة في جمهور من قضاعة، لما افترقت قضاعة عن تهامة إلى البحرين، فقال مالك بن فهم الأزدي لمالك القضاعي: نقيم بالبحرين ونتحالف على من نوانا. فتحالفوا فسموا تنوخاً، وذلك في أيام ملوك الطوائف، فنظروا إلى العراق وعليها طائفة من ملوكها شاغرة، فخرجوا عن البحرين وسارت الأزد إلى العراق مع مالك بن فهم الأزدي، ثم سارت قضاعة مع ملك بن فهم القضاعي إلى الشام، فملك القضاعيون طائفة من الشام».

## سيرته

### رواية ابن الكلبي
روى الطبري عن هشام الكلبي أن مالك بن فهم نزل العراق وقت انشغار الملك فيها زمن صراع ملوك الطوائف في الإمبراطورية الفرثية، فلما أتوها كونوا حلف تنوخ، وقال:«نزل كثير من تنوخ الأنبار والحيرة وما بين الحيرة إلى طف الفرات وغربيه، إلى ناحية الأنبار وما والاها في المظال والأخبية، لا يسكنون بيوت المدر، ولا يجامعون أهلها فيها، واتصلت جماعتهم فيما بين الأنبار والحيرة، وكانوا يسمون عرب الضاحية، فكان أول من ملك منهم في زمان ملوك الطوائف مالك بن فهم، وكان منزله مما يلي الأنبار ثم مات مالك، فملك من بعده أخوه عمرو بن فهم ثم هلك عمرو بن فهم، فملك من بعده جذيمة الأبرش بن مالك بن فهم بن غنم بن دوس الأزدي».

### رواية حمزة الأصفهاني
قال حمزة الأصفهاني: «لما حدث سيل العرم تمزقت عرب اليمن من مدينة مأرب إلى العراق والشام، فكانت تنوخ وهم حي من أحياء الأزد  ممن تمزق إلى العراق، وذلك أنه أنفق مجيء مالك بن فهم بن غنم بن دوس بن عدنان الأزدی من بني نصر بن الأزد، ومجيء مالك بن فهم بن تیم الله أسد بن وبرة بن قضاعة في جمهور من قضاعة، لما افترقت قضاعة عن تهامة إلى البحرين، فقال مالك بن فهم الأزدي لمالك القضاعي: نقيم بالبحرين ونتحالف على من نوانا. فتحالفوا فسموا تنوخاً، وذلك في أيام ملوك الطوائف، فنظروا إلى العراق وعليها طائفة من ملوكها شاغرة، فخرجوا عن البحرين وسارت الأزد إلى العراق مع مالك بن فهم الأزدي، ثم سارت قضاعة مع ملك بن فهم القضاعي إلى الشام، فلملك القضاعيون طائفة من الشام ثمت سليح بن حلوان في قضاعة فصار الملك فيها، ثم منها في الضجاعمة وبقي الملك فيهم إلى أن غلب على الملك بنو جفنة. وتملك على تنوخ العراق مالك بن فهم في زمان ملوك الطوائف وكان منزله بالأنبار فبقى بها إلى أن رماه سليمة بن مالك رمية بالنبل وهو لا يعرفه فلما علم أن سليمه راميه، قال:»
«فلما قال هذين البيبتين فاظ وهرب سليمة إلى عمان. فعقبه نعمان جذيمة مالك بن بن فهم، ثم ملك ابنه جذيمة بن مالك بن فهم، وكان ثاقب الرأي بعيد المغار شديد النكاية ظاهر الجزم، وهو أول من غزا بالجيوش. فشن الغارات على قبائل العراب وكان به برص، فأكبرته العرب على أن تنعته اعظاما، فسمته جذيمة الأبرش وجذيمة الوضاح، واستولى على السواد إلى ما بين الحيرة والأنبار وورقة وعين التمر والقطقطانة وسائر القرى المجاورة لبادية العرب، فكان يجبي أموالها وغزا طسماً وجديساً في منازلها في جو اليمامة وما حولها».

### رواية ابن قتيبة
قال ابن قتيبة: «مالك بن فهم بن غنم بن دوس من الأزد، وكان قد خرج من اليمن مع عمرو بن عامر مزيقياء، حين أحسوا بسيل العرم. فلما صارت الأزد إلى مكة، وغلبوا جرهم على ولاية البيت، أقاموا زمانا ثم خرجوا، إلا خزاعة، فإنّها أقامت على ولاية البيت، فصار مالك بن فهم إلى العراق، فأقام ملكا على العراق عشرين سنة، ثم هلك، وملك ابنه جذيمة بن مالك الأبرش. وكان يقال له الأبرش والوضاح لبرص كان به وكان ينزل الأنبار ويأتي الحيرة ثم يرجع وكان لا ينادم أحدا».

### رواية المسعودي
ذكر المسعودي أن مالك بن فهم كان مع الغساسنة في هجرتهم من اليمن، ثم انفصل عنهم إلى العراق، وكون مملكة زمن ملوك الطوائف، وولده جذيمة الأبرش حكم زمن أردشير الأول وسابور بن أردشير والزباء، وقال: «مالك بن فهم: وكان الملك قبل جذيمة أباه، وهو أول من ملك الحيرة، واللّه أعلم، وكان يقال له مالك بن فَهْم بن دوْس بن الأزد بن الغَوْث بن نبت بن مالك بن زيد بن كهلان بن سبأ بن يشجب بن يعرب بن قحطان، وكان سار من اليمن مع ولد جَفْنة بن عمرو بن عامر مزَيْقياء، فسار بنو جَفْنة نحو الشام، وانفصل مالك نحو العراق فملك على مضر بن نزار اثنتي عشرة سنة، ثم ملك بعده ابنه جذيمة على ما ذكرنا».

### رواية الهمداني
روى أبو عبيد الله البكري عن أبو محمد الهمداني، قال: «سار تبع أبو كرب في غزوته الثانية، فلما أتى موضع الحيرة، خلف هناك مالك بن فهم بن غنم بن دوس على أثقاله، وتخلف معه من ثقل من أصحابه، في نحو اثنى عشر ألفا، وقال تحيروا هذا الموضع، فسمى الموضع الحيرة. فمالك أول ملوك الحيرة وأبوهم; وكانوا يملكون ما بين الحيرة والأنبار وهيت ونواحيها، وعين التمر وأطراف البراري: الغمير والقطقطانة وخفية».

### رواية الحموي
قال ياقوت الحموي: «أول من ملك منهم في زمن ملوك الطوائف مالك بن فهم أبو جذيمة الأبرش، وكان منزله مما يلي الأنبار، ثم مات فملك ابنه جذيمة الأبرش بن مالك بن فهم، وكان جذيمة من أفضل ملوك العرب رأيا وأبعدهم مغارا وأشدهم نكاية وأظهرهم حزما، وهو أول من اجتمع له الملك بأرض العرب وغزا بالجيوش، وكان به برص وكانت العرب لا تنسبه إليه إعظاما له وإجلالا فكانوا يقولون جذيمة الوضّاح وجذيمة الأبرش، وكانت دار مملكته الحيرة والأنبار وبقّة وهيت وعين التمر وأطراف البر إلى الغمير إلى القطقطانة وما وراء ذلك، تجبى إليه من هذه الأعمال الأموال وتفد عليه الوفود، وهو صاحب الزّبّاء وقصير، والقصة طويلة ليس ههنا موضعها، إلا أنه لما هلك صار ملكه إلى ابن أخته عمرو بن عدي بن نصر اللخمي».

## انظر ايضًا
- ميثولوجيا
- قصة إطارية